# 费利讷泰尔默内斯
费利讷泰尔默内斯（法語：Félines-Termenès，法語發音：[felin tɛʁmənɛs] ⓘ）是法国奥德省的一个市镇，属于卡尔卡松区。

## 地理
费利讷泰尔默内斯（42°59'19"N, 2°36'54"E）面积10.01 平方千米，位于法国奧克西塔尼大區奥德省，该省份为法国南部沿海省份，北起塔恩省，西北接上加龙省，西接阿列日省，南至东比利牛斯省，东临地中海，东北与埃罗省接壤。
与费利讷泰尔默内斯接壤的市镇（或旧市镇、城区）包括：达沃让、拉罗克德法、帕莱拉克、泰尔姆、泰尔默内斯红城。

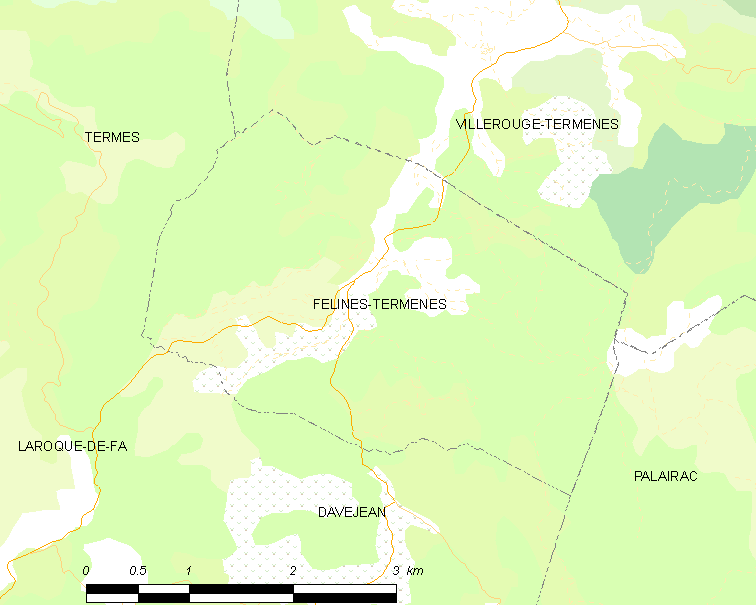
费利讷泰尔默内斯的OSM定位图

费利讷泰尔默内斯的时区为UTC+01:00、UTC+02:00（夏令时）。

## 行政
费利讷泰尔默内斯的邮政编码为11330，INSEE市镇编码为11137。

## 政治
费利讷泰尔默内斯所属的省级选区为莱科比耶尔县。

## 人口

1962-2008年间费利讷泰尔默内斯人口变化图示

费利讷泰尔默内斯于2022年1月1日时的人口数量为133人。